# アンナ・シュプレンゲル
アンナ・シュプレンゲル（Anna Sprengel、1891年に死去したとされる）は、ルートヴィヒ1世とローラ・モンテスの庶子とされる、実在が証明されていない人物であり、現在では、ウィリアム・ウィン・ウェストコットによって黄金の夜明け団の正当性を主張するために発明されたと考えられている。

## 概要
アンナ・シュプレンゲルと多くの連絡を取り合ったと主張するウィリアム・ウィン・ウェストコットによると、アンナ・シュプレンゲルはニュルンベルクで生まれ、1886年頃に黄金の夜明け団の設立に関わった。彼女は薔薇十字団の儀式を行い、ウェストコットをイギリスの黄金の夜明け団の長に指名したとされている。